# Exaile
Exaile is een mediaspeler die oorspronkelijk bedacht werd als alternatief voor Amarok 1.4 met een gelijkaardige interface en functies maar dan geprogrammeerd met GTK+ en niet met Qt. Het programma is geschreven in Python en maakt gebruik van het GStreamer-framework.
Exaile bevat vele functies van Amarok (en andere mediaspelers) waaronder het automatisch ophalen van albumhoezen, een ingebouwde muziekbibliotheek, songteksten ophalen, Last.fm-ondersteuning, tags bewerken en optionele iPod- en MSC-ondersteuning via plug-ins.
Exaile heeft bovendien ook nog een SHOUTcast-browser, afspeellijsten in tabbladen (zodat er meer dan één afspeellijst op hetzelfde moment open kan staan), Replay Gain-ondersteuning, een digitale equalizer met voorkeuren en Moodbar-integratie.

## Versiegeschiedenis
- 3.3.0 - 22 september 2012[4]
- 3.3.1 - 15 november 2012
- 3.3.2 - 26 oktober 2013
- 3.4.0 - 2 september 2014[3]
- 3.4.1 - 1 november 2014[5]